# Magdalena Maliszewska
Magdalena Marta Maliszewska (ur. 14 stycznia 1962 w Krakowie) – polska księgarka, samorządowczyni i działaczka opozycyjna.

## Życiorys
Ukończyła XIII Liceum Ogólnokształcące w Krakowie (1981). W latach 1981–1987 studiowała na Wydziale Filologicznym Uniwersytetu Jagiellońskiego. W latach 1979–1981 należała do Związku Harcerstwa Polskiego. W listopadzie 1981 wstąpiła do Niezależnego Zrzeszenia Studentów. W listopadzie i grudniu 1981 uczestniczyła na UJ w strajku solidarnościowym ze studentami Wyższej Szkoły Inżynierskiej w Radomiu. W latach 1981–1986 działała w Dominikańskim Duszpasterstwie Akademickim „Beczka” w Krakowie.
Po 13 grudnia 1981 była autorką ulotek. W latach 1982–1989 organizowała kolportaż podziemnej literatury w Krakowie i Gliwicach (współpracując m.in. z Romanem Graczykiem, Witoldem Beresiem). Organizowała akcje ulotkowe i plakatowanie. Działała w Duszpasterstwie Ludzi Pracy w Gliwicach przy kościele Podwyższenia Krzyża Świętego. W latach 1985–1989 należała do Ruchu Wolność i Pokój. W latach 1985–1989 odpowiadała za przygotowalnię i przepisywanie w podziemnej redakcji pisma „Promieniści” (m.in. z Witoldem Beresiem, Krzysztofem Burnetko). W latach 1988–1989 związana z „Wokół Nas” i „Wybór. Pisma Przyjaciół Solidarności”. W maju 1988 uczestniczyła w pracach Komitetu Pomocy Aresztowanym przy Duszpasterstwie Hutników w Krakowie-Nowej Hucie.
W 1989 uczestniczyła w kampanii wyborczej Komitetu Obywatelskiego „Solidarność” w Gliwicach. W 1990 wstąpiła do Stowarzyszenia Dziennikarzy Polskich. W latach 1990–1994 była właścicielką krakowskiej księgarni Orlando, przedstawicielką handlową (1995–1996), pracowniczką biblioteki w Opactwie Ojców Cystersów w Mogile (1996–1998), kierowniczką i specjalistką ds. promocji w księgarni Inmedio w Krakowie (1998–2000). Od 2002 z przerwami była właścicielką Agencji Reklamowej Atrium. Publikowała m.in. w „Znaku”, „Tygodniku Powszechnym”.
W latach 2005–2013 należała do Platformy Obywatelskiej. W latach była 2006–2018 radną dzielnicową w Krakowie, w tym w latach 2011–2014 członkinią Zarządu Rady Dzielnicy II. Członkini Stowarzyszenia NZS 1980 (od 2009), Polskiego Związku Strzelectwa Sportowego (od 2010).

## Odznaczenia i wyróżnienia
- Medal „Niezłomnym w słowie” (2011)[3]
- Wyróżnienie w konkursie Pokolenie Solidarności: powieść i non-fiction Instytutu Literatury (2022)[4]
- Krzyż Wolności i Solidarności „za zasługi w działalności na rzecz niepodległości i suwerenności Polski oraz respektowania praw człowieka w Polskiej Rzeczypospolitej Ludowej” (2023)[5]
- Krzyż Kawalerski Orderu Odrodzenia Polski „za wybitne zasługi w działalności na rzecz przemian demokratycznych w Polsce” (2023)[6][7]

## Publikacje książkowe
- Magdalena Maliszewska, Berenika Rewicka: Kobiety Małopolskiej Solidarności. Lublin: Ogólnopolskie Stowarzyszenie Represjonowanych w Specjalnych Obozach Wojskowych w latach 1982–1983, 2012, s. 263. ISBN 978-83-936121-1-6.
- Magdalena Maliszewska: Zimny wiatr. Kraków: Wydawnictwo Księgarnia Akademicka, 2023, s.782.